# Jagnjenica
Jagnjenica este o localitate din comuna Radeče, Slovenia, cu o populație de 326 de locuitori.